# Kamil Duszak
Kamil Duszak (ur. 11 kwietnia 1985) – polski hokeista.

## Kariera
- Zagłębie Sosnowiec (2002-2013, 2014-2015)

Wychowanek i wieloletni zawodnik Zagłębia Sosnowiec. W wieku juniorskim grał w barwach Zagłębia w lidze czeskiej i był kapitanem drużyny. W 2015 przerwał karierę.
W barwach reprezentacji Polski do lat 18 występował na turniejach mistrzostw świata juniorów do lat 18 w 2003 (Dywizja I). W barwach reprezentacji Polski do lat 20 wystąpił na turniejach mistrzostw świata juniorów do lat 20 w 2004 (Dywizja II), 2005 (Dywizja I).

## Sukcesy
Reprezentacyjne
- Awans do mistrzostw świata do lat 20 Dywizji I Grupy A: 2004

Klubowe
- Złoty medal I ligi: 2005, 2015 z Zagłębiem Sosnowiec